# Louis Van Hooveld
Louis François Van Hooveld, eigenlijk Vanhooveld, (Sint-Joost-ten-Noode, 13 maart 1876 - Etterbeek, 15 juni 1955) was een Belgisch senator.

## Levensloop
Vanhooveld stamde uit een arbeidersfamilie. Zijn vader (overleden in 1888) was metser en werd ploegbaas. Louis was twaalf toen hij leerjongen-meubelmaker werd. Hij volgde tevens lessen aan de academie van Sint-Joost-ten-Noode. Tussen 1894 en 1897 deed hij zijn dienstplicht en bracht het tot onderofficier. Hij werkte vervolgens in de haven van Antwerpen als metaalbewerker en werd actief in de Belgische Werkliedenpartij. Hij werd voorzitter van de Antwerpse afdeling van de partij (1902-1905).
Hij was kandidaat bij de verkiezingen voor de stad (1903) en de provincie (1904), die telkens nederlagen betekenden voor de socialistische lijst.
Vanhooveld speelde tegelijk een leidende rol in de vakbeweging binnen het Algemeen Arbeiderssecretariaat van Antwerpen. In 1909 hielp hij mee de eenheid bewerkstelligen tussen dit Arbeiderssecretariaat en de Federatie van vakbonden van Louis Romeo. Hij was ook secretaris van de harmonie De Werker (1901-05) en medewerker van het gelijknamig partijblad. 
In 1911 keerde Van Hooveld terug naar Brussel en vestigde zich in Etterbeek als architect-landmeter en schatter-deskundige in onroerende goederen. Hij nam onmiddellijk deel aan de plaatselijke politiek, in de schoot van de socialistische partij. Hij was vanaf 1912 betrokken bij de Brusselse coöperatie La Maison du Peuple. Tijdens de Eerste Wereldoorlog was hij lid van de Etterbeekse afdeling van het Nationaal Hulp- en Voedselcomité en van het comité voor oorlogswezen. Tevens organiseerde hij de ambulanciersdienst van La Maison du Peuple.
Na de Eerste Wereldoorlog begon zijn politieke loopbaan. Hij werd:
- Lid van het weldadigheidsbureau van Etterbeek (1918-25) en van de Commissie voor Openbare Onderstand (1925-1947).
- Gemeenteraadslid van Etterbeek (1921-1956) en schepen van openbare werken en gemeentelijke eigendommen (1933-1955).
- Provincieraadslid van Brabant (1925-36 en 1936-50) en secretaris van de provincieraad.

In 1919 werd hij bij de eerste naoorlogse verkiezingen verkozen tot senator voor het arrondissement Brussel, maar zoals van verschillende andere socialistische verkozenen, werd zijn verkiezing ongeldig verklaard, omdat hij niet de vereiste verkiezingscijns betaalde. Hij werd in mei 1920 vervangen.
Hij werd opnieuw tot senator verkozen in 1950 en vervulde dit mandaat tot aan zijn dood. Hij was toen de ouderdomsdeken in de senaat.
In de tussenliggende jaren bleef hij niet alleen politiek actief, maar was ook bedrijvig als architect en bouwde een reeks private en openbare gebouwen. Samen met architect Fernand Bodson bouwde hij in 1934 een modernistische vrijmetselaarstempel voor de gemengde loge Droit Humain, thans een cultureel centrum.
Dit verklaarde mee zijn belangstelling voor sociale woningbouw. Hij was stichter, lid of beheerder van maatschappijen voor goedkope woningen in Elsene, Sint-Lambrechts-Woluwe, Sint-Pieters-Woluwe en Etterbeek. Hij was ook stichter en beheerder van de Société Régionale de Logement pour le Grand-Bruxelles. 
Als selfmade man had Van Hooveld bijzondere belangstelling voor het onderwijs. Zo was hij:
- lid van de toezichtcommissie van het conservatorium in Brussel,
- lid van de bestuurscommissie van de Etterbeekse school voor ambachten en neringen,
- voorzitter van de Etterbeekse afdeling van het centrum ter verdediging van het openbaar onderwijs,
- lid van het schoolcomité van het Vlaams koninklijk atheneum van Etterbeek.

Tijdens het interbellum was Van Hooveld in de Brusselse federatie van de BWP actief als:
- lid van het federaal bestuur;
- afgevaardigde van de federatie in de algemene raad van de partij,
- voorzitter van de Brusselse metaalbewerkersbond,
- afgevaardigd bestuurder van de samenwerkende drukkerij Lucifer.

Tijdens de Tweede Wereldoorlog trad hij toe tot het verzet en werd door de bezetter opgepakt.